# Каммингс, Хью Гордон
Хью Гордон Каммингс (англ. Hugh Gordon Cummins; 2 февраля 1891, Барбадос — 26 октября 1970, Барбадос) — барбадосский государственный и политический деятель. Премьер Барбадоса с 17 апреля 1958 по 8 декабря 1961 год, являлся членом Барбадосской лейбористской партии.

## Биография
В 1919 году окончил медицинский факультет при Университете Куинс в Кингстоне, работал практикующим врачом, а затем занимался частной медицинской практикой в Бриджтауне. В 1940 году стал одним из первых членов парламента от Лейбористской партии Барбадоса. В 1951 году вместе с Грэнтли Гербертом Адамсом, Менсеем Коксом и Фрэнком Уолкоттом был назначен членом исполнительного комитета Лейбористской партии Барбадоса. В 1954 году стал министром в правительстве. Вступил в должность премьера Барбадоса, когда Грэнтли Герберт Адамс был избран премьер-министром Федерации Вест-Индии. Во время работы премьером также совмещал должность министра финансов.
Благодаря его усилиям был отменён Закон о размещённых рабочих. В память о нём были названы: шоссе «ABC» и больница в приходе Сент-Томас.